# Kieran West
Kieran West, né le 18 septembre 1977 à Kingston upon Thames, est un rameur d'aviron britannique. 

## Carrière
Kieran West participe aux Jeux olympiques de 2000 à Sydney et remporte la médaille d'or avec le huit  britannique composé de Ben Hunt-Davis, Simon Dennis, Louis Attrill, Luka Grubor, Andrew Lindsay, Fred Scarlett, Steve Trapmore et Rowley Douglas.